# Jakup Krasniqi
Jakup Krasniqi (né le 1er janvier 1951) est un homme d'État kosovar. Il est président de l’Assemblée du Kosovo du 12 décembre 2007 au 17 juillet 2014 et, par intérim, président de la république du Kosovo du 27 septembre 2010 au 23 février 2011, puis du 1er au 7 avril 2011.

## Biographie
Krasniqi est né à Negrovc, Glogovac, ex-Yougoslavie (précisément, en République fédérative socialiste de Yougoslavie), dans l’actuel Kosovo, de parents albanais. Il entre à l'école primaire de son village natal, Negrovc, en 1965 et sort du collège de Pristina en 1971. Il étudie la philosophie à l'université de Pristinia de laquelle il est diplômé en 1976.

## Carrière politique
Pendant la guerre du Kosovo, il était le porte-parole de l’Armée de libération du Kosovo (UÇK).
Du 27 septembre 2010 au 23 février 2011, Jakup Krasniqi est président de la République par intérim après la démission du président Fatmir Sejdiu. Il le redevient brièvement du 1er au 7 avril 2011 à la suite de l'invalidation de l'élection de Behgjet Pacolli.

## Vie privée
Krasniqi est marié et a quatre enfants : un fils et trois filles.[réf. nécessaire]

## Note
1. ↑  (en) « Kosovo president resigns over breach of constitution », BBC, 27 septembre 2010.